# Samois
Samois fue una organización lésbica feminista y BDSM situada en San Francisco desde 1978 a 1983. Tomó el nombre de la finca de un personaje ficticio Anne-Marie, una dominatrix lesbiana de Historia de O. Entre los miembros conocidos de este grupo se incluyen al escritor transexual Pat Califia y la feminista Gayle Rubin.

## Historia
Las raíces de SAMOIS estaban en un grupo llamado Cardea, un grupo de discusión femenino del grupo S/M mixto, la Society of Janus. Cardea existió muy poco tiempo, de 1977 a 1978, pero les dio al núcleo de los miembros lésbicos, que incluía a Califia y Rubin, la idea de formar Samois, un grupo BDSM exclusivamente para lesbianas.
Samois fue fuertemente censurado (incluso organizaron piquetes en su contra) por el movimiento Women Against Violence in Pornography and Media, WAVPM, (mujeres contra la violencia en la pornografía y los medios de comunicación), un grupo feminista contra la pornografía. El WAVPM, como las feministas contra la pornografía posteriores, tomó una línea muy fuerte en contra del sado-maso, ya que veía en él una forma ritualizada de violencia contra las mujeres. Los miembros de Samois creían que su forma de practicar el SM era completamente compatible con el feminismo, y mantenían que la forma de sexualidad feminista defendida por el WAVPM era conservadora y puritana. Por lo que Samois se enfrentó abiertamente al WAVPM, y los intercambios entre ambos organizaciones fueron una de las primeras batallas de lo que más tarde se llamó las guerras feministas por el sexo, con Samois en la posición de lo que se llamaría Feminismo Pro-Sexo.
En 1982 Samois publicó un libro Coming to Power: Writing and graphics on Lesbian S/M", que tuvo una difusión mundial al año siguiente cuando se reimprimió por la editorial Alyson Publications. El libro alternaba historias cortas con consejos sobre técnicas, un modelo que ha sido usado por otros libros de tema BDSM desde entonces. 
Samois se separó en 1983 en medio de disputas personal. Por un lado Gayle Rubin formó otra organización similar en 1984 llamada The Outcasts, que duró hasta 1997, que se disolvió también por disputas. El otro grupo escindido, The Exiles, todavía está en activo en la actualidad y continúa la tradición de Samois. En 1996, Pat Califia y Robin Sweeny publicaron una antología titulada The Second Coming: A Leatherdyke Reader, que era una secuela de Coming to Power, y que también contenía informanción histórica de The Outcasts, así como de otros grupos de lesbianas BDSM como Lesbian Sex Mafia y Briar Rose.